# Tom Harald Hagen
Tom Harald Hagen (Grue, 1º aprile 1978) è un arbitro di calcio norvegese.

## Carriera
Arbitro dal 2006 della massima serie norvegese, in cui fino al 2013 ha diretto oltre 100 partite, Tom Harald Hagen è nominato internazionale il 1º gennaio 2009, all'età di 30 anni.
Nel maggio dello stesso anno è immediatamente selezionato dall'Union of European Football Associations (UEFA), in vista dei campionati europei Under 17, in programma in Germania. Gli vengono assegnate due partite della fase a gironi e una semifinale.  Nel luglio successivo ottiene per la prima volta un preliminare di Europa League.
Nel 2010, dopo aver diretto un preliminare di Champions League, fa anche il suo esordio nella fase a gironi dell'Europa League, dirigendo nell'occasione un match tra CSKA Sofia e Beşiktaş.
Nel 2011 continua la sua ascesa internazionale. Dirige due gare tra nazionali valide per le qualificazioni ad Euro 2012, a luglio è convocato al campionato europeo di calcio Under 19 in Romania dove dirige due partite della fase a gironi, e nell'ottobre dello stesso anno esordisce nella fase a gironi della Champions League, dirigendo nell'occasione un match tra gli italiani del Milan e i bielorussi del BATĖ Borisov.
Nel dicembre 2011 viene selezionato come quarto ufficiale per gli Europei di calcio del 2012 in Polonia ed Ucraina.

## Vita privata
Il 26 ottobre 2020 l'arbitro norvegese ha parlato apertamente, nel corso di un’intervista al quotidiano norvegese Glamdalen, della sua omosessualità, infrangendo gli stereotipi che circondano il mondo del calcio, con le seguenti parole: È giunto il momento di dire che sono gay. Sono sicuro che da questo verranno solo cose positive. Per me è sempre stata una parte del tutto naturale della vita. 
Il suo coming out è una forte e importante risposta al diffuso uso di offese "omofobe" usate dai calciatori e dai tifosi, in modo denigratorio, nei confronti degli avversari.